# Regla de Kasha

Esquema del govern de Kasha. Un fotó amb energia excita un electró de nivell fonamental, d'energia, fins a un nivell d'energia excitada (p o) o en un dels subnivells vibracionals. Aleshores, la relaxació vibracional té lloc entre nivells excitats, la qual cosa condueix a la dissipació d'una part de l'energia, prenent la forma d'una transició (conversió interna) cap al nivell excitat més baix. L'energia es dissipa per emissió d'un fotó d'energia hv2

La regla de Kasha és un principi en la fotoquímica de les molècules excitades electrònicament. La regla estableix que l'emissió de fotons (fluorescència o fosforescència) es produeix amb un rendiment apreciable només a partir de l'estat excitat més baix d'una multiplicitat donada. Porta el nom de l'espectroscopista nord-americà Michael Kasha, que el va proposar el 1950.

## Descripció i explicació
La regla és rellevant per entendre l'espectre d'emissió d'una molècula excitada. En absorbir un fotó, una molècula en el seu estat bàsic electrònic (indicat S0, suposant un estat singlet) pot, depenent de la longitud d'ona del fotó, ser excitada a qualsevol d'un conjunt d'estats electrònics superiors (indicat Sn on n >0). No obstant això, segons la regla de Kasha, només s'espera que l'emissió de fotons (anomenada fluorescència en el cas d'un estat S) tingui un rendiment apreciable des de l'estat excitat més baix, S1. Com que només s'espera que un estat produeixi emissió, una declaració equivalent de la regla és que la longitud d'ona d'emissió és independent de la longitud d'ona d'excitació.
La regla es pot explicar pels factors de Franck-Condon per a les transicions vibròniques. Per a un determinat parell de nivells d'energia que difereixen tant en nombres quàntics vibracionals com electrònics, el factor Franck-Condon expressa el grau de superposició entre les seves funcions d'ona vibracionals. Com més gran sigui la superposició, més ràpidament la molècula pot experimentar una transició del nivell superior al inferior. La superposició entre parells és més gran quan els dos nivells de vibració són propers en energia; aquest tendeix a ser el cas quan els nivells sense vibració dels estats electrònics acoblats per la transició (on el nombre quàntic vibracional v és zero) estan propers. A la majoria de molècules, els nivells sense vibració dels estats excitats es troben tots junts, de manera que les molècules en estats superiors assoleixen ràpidament l'estat excitat més baix, S 1, abans que tinguin temps de fluorescència. No obstant això, la bretxa d'energia entre S1 i S0 és més gran, de manera que aquí es produeix la fluorescència, ja que ara és cinèticament competitiva amb la conversió interna (IC).
Les excepcions a la regla de Kasha sorgeixen quan hi ha grans llacunes energètiques entre estats excitats. Un exemple és l'azulè: l'explicació clàssica és que els estats S1 i S2 es troben prou allunyats perquè s'observi la fluorescència principalment des de S2. El 2023, es va proposar una explicació que assenyalava que l'estat excitat S1 té caràcter antiaromàtic mentre que l'estat excitat S2 és aromàtic.

## Regla Vavilov
Un corol·lari de la regla de Kasha és la regla de Vavilov, que estableix que el rendiment quàntic de la luminescència és generalment independent de la longitud d'ona d'excitació. Això es pot entendre com a conseqüència de la tendència, implicada per la regla de Kasha, de les molècules en estats superiors a relaxar-se fins a l'estat excitat més baix de manera no radiativa. De nou hi ha excepcions: per exemple vapor de benzè.